# Majdalena
Majdalena (autrefois : Svatá Máří Magdaléna ; en allemand : Sankt Maria Magdalena) est une commune du district de Jindřichův Hradec, dans la région de Bohême-du-Sud, en République tchèque. Sa population s'élevait à 516 habitants en 2020.

## Géographie
Majdalena est arrosée par la rivière Lužnice et se trouve à 9 km au sud-est de Třeboň, à 24 km au sud-ouest de Jindřichův Hradec, à 28 km à l'est de České Budějovice et à 128 km au sud-sud-est de Prague.
La commune est limitée par Třeboň à l'ouest, au nord et au nord-est, par Hamr à l'est et par Cep au sud.

## Histoire
La première mention écrite du village date de 1397.

## Source
- (cs) Cet article est partiellement ou en totalité issu de l’article de Wikipédia en tchèque intitulé « Majdalena » (voir la liste des auteurs).